# John Parnell Thomas
John Parnell Thomas (16 de enero de 1895 -19 de noviembre de 1970) fue un corredor de bolsa y político estadounidense que fue elegido en siete legislaturas como congresista por el estado de Nueva Jersey. En los últimos años de su carrera política estuvo muy implicado en la caza de brujas iniciada por el macarthismo, y en especial en el juicio contra los "Diez de Hollywood". Tras destaparse un delito de corrupción, fue condenado a año y medio de prisión, lo que supuso el fin de su vida política.

## Biografía

### Inicios
Nacido en Jersey City (Nueva Jersey), estudió en la Universidad de Pensilvania. En 1917, durante la Primera Guerra Mundial, sirvió en el extranjero, en el Ejército de los Estados Unidos. Cuando fue licenciado del ejército en 1919, Thomas empezó a trabajar como negocio de las inversiones y los seguros en Nueva York, sector en el que continuó durante los siguientes dieciocho años.
J. Parnell Thomas se inició en la política en Allendale, Nueva Jersey, en 1925, y fue elegido primero concejal y luego alcalde entre 1926 y 1930. Fue elegido durante una legislatura de dos años como representante en la New Jersey General Assembly en 1935 y en 1936 fue elegido como congresista por el estado de Nueva Jersey por el Partido Republicano. Más tarde fue reelegido otras seis veces para el mismo cargo.
Como congresista, Thomas fue un duro oponente de Franklin Delano Roosevelt y su New Deal, por considerar que los proyectos legislativos del presidente habían "saboteado el sistema capitalista. Thomas se opuso al Proyecto de Teatro Federal incluido en el New Deal, porque pensaba que "prácticamente todas las obras representadas bajo el auspicio del Proyecto son mera propaganda del comunismo o del propio New Deal". En el mismo sentido, en 1949 Thomas denominó al Secretario de Defensa, James Forrestal, "el hombre más peligroso de América", y afirmó que si no se le apartaba de su cargo provocaría "una nueva Guerra Mundial".

### Macarthismo
Cuando el Partido Republicano obtuvo el control del Congreso en 1947, y se inició la caza de brujas durante el Macarthismo, J. Parnell Thomas fue nombrado presidente del Comité de Actividades Antiamericanas (House-Commitee of Un-American Activities, HUAC). En mayo de 1947, Thomas viajó a Hollywood para reunirse con ejecutivos de la industria del cine y hablarles de lo que él consideraba que era una infiltración de contenidos comunistas en las películas por parte del Screen Writers Guild (sindicato de guionistas). Al volver a Washington, logró que el HUAC pasara a centrarse en los que él llamaba "subversivos" dentro del negocio cinematográfico. 
Bajo su dirección, en octubre de 1947 el HUAC citó a diversos sospechosos de comunismo para interrogarlos. Estos interrogatorios llevaron a la condena y aprisionamiento de los llamados "Diez de Hollywood", que se negaron a contestar a las preguntas del Comité, amparándose en la Quinta Enmienda.

### Escándalos
Importantes columnistas como Jack Anderson o Drew Pearson fueron muy críticos con Thomas y con los métodos del Comité. Ciertos rumores sobre prácticas corruptas por parte de Thomas se vieron confirmados cuando su secretaria, Helen Campbell, envió a Pearson unos documentos que éste utilizó para destapar los trapos sucios de Thomas en un artículo publicado el 4 de agosto de 1948. Como resultado, J. Parnell Thomas fue citado para declarar ante un tribunal, y, en un giro un tanto irónico, el propio Thomas se negó a declarar apelando a la Quinta Enmienda, la misma que habían invocado los "Diez de Hollywood" y que Thomas se había negado a aceptar. Thomas fue juzgado y condenado por fraude a una multa y dieciocho meses de prisión. Dimitió de su puesto en el Congreso el 2 de enero de 1950 y, en una nueva ironía del destino, fue encarcelado en la Prisión de Danbury, junto con Lester Cole y Ring Lardner Jr., ambos miembros de los Diez de Hollywood, que cumplían condena a causa de las indagaciones de Thomas en la industria del cine.
Cuando salió de prisión, J. Parnell Thomas trabajó como editor de tres periódicos semanales en Bergen County Nueva Jersey. Truman le concedió el indulto en la Nochebuena de 1952. En 1954, intentó volver al mundo de la política, pero fue derrotado en la nominación al candidato del Partido Republicano.
J. Parnell Thomas murió en 1970 en San Petersburgo (Florida), donde residía desde su jubilación. Fue incinerado y sus cenizas esparcidas en el Elmgrove Cemetery en Mystic (Connecticut).
- Datos: Q1676374
- Multimedia: J. Parnell Thomas / Q1676374